# Americhernes perproximus
Americhernes perproximus är en spindeldjursart som först beskrevs av Beier 1962.  Americhernes perproximus ingår i släktet Americhernes och familjen blindklokrypare. Inga underarter finns listade i Catalogue of Life.